# Sycoscapter lomaensis
Sycoscapter lomaensis is een vliesvleugelig insect uit de familie Pteromalidae. De wetenschappelijke naam is voor het eerst geldig gepubliceerd in 1971 door Wiebes.